# 何說
何說（1451年—1493年），字商臣，湖廣郴州人，軍籍，明朝政治人物。

## 生平
成化十六年（1480年）庚子科湖廣鄉試第一名舉人。成化十七年（1481年），聯捷辛丑科二甲第七十五名進士。久之，授刑部主事。歷遷员外郎、郎中，阶奉议大夫。尝奉敕录囚南畿，凡录六千人，上谳三千余疏，多所平反。弘治六年癸丑，刑部火灾，坐本司下都察院狱，诏降一等补外。何说在狱時，已沾疾，得命出一日，未调而卒，年四十三。

## 家族
曾祖何仁海；祖父何義堅，合州同知，贈主事；父何俊，戶部員外郎。母廖氏（贈安人）；繼母李氏（贈安人）。具庆下。子何孟春，吏部左侍郎。次子何孟旦。